# Auguste Odde
Auguste Jules Léon Odde dit Auguste Odde est un soldat français de la Première Guerre mondiale, né le 29 novembre 1892 à Six-Fours-les-Plages (Var) et exécuté le 19 septembre 1914, injustement inculpé par un tribunal militaire sur le motif de mutilation volontaire à la suite du diagnostic « rapide et arbitraire » du médecin militaire Cathoire.

## Biographie
Auguste Odde est le fils aîné d'une fratrie de 6 enfants. Son père est André Grégoire Joseph Odde et sa mère est Baptistine Marie Hortense Ordy.
Auguste Odde est incorporé le 10 octobre 1913 dans le 24e Bataillon de Chasseurs Alpins
de Villefranche. Il participe à l’offensive sur la frontière de l’Est au sein du 15e corps d'armée de Provence. Condamnés à mort pour abandon de poste en présence de l’ennemi par suite de mutilation volontaire par Conseil de guerre de la 29e division, il sera fusillé le 19 septembre 1914, alors âgé de 21 ans. Il est inhumé au cimetière communal de Six-Fours-les-Plages, sa commune d'origine.

## L’affaire du15ecorps
L’affaire du 15e corps est une polémique née d'un article publié en août 1914 dans le journal Le Matin pour expliquer les reculs de l'armée française lors de la bataille des Frontières. Cet article est publié par le sénateur Auguste Gervais. Les soldats provençaux du 15e corps sont accusés d'avoir fui devant l'ennemi. 
L'armée est chargée de faire des exemples et de faire « fonctionner ferme les conseils de guerre ». Blessé le 8 septembre, le chasseur alpin Odde est examiné par le médecin major de 1re classe Cathoire, durant la nuit du 10 au 11 septembre dans une ambulance puis dans une grange. Le médecin est chargé de désigner des mutilés volontaires possibles. Auguste Odde et sept de ses camarades (Jules Arrio, Jean-Martin Giovanangelli, Lambert Gauthier, Charles Pellet, Joseph Tomasini, Xavier Padovani, François Lupetti) appartenant tous au 15e corps, sont déférés au Conseil de guerre de la 29e division le 18 septembre, sans qu'aucune autre instruction préalable ou enquête ne soit réalisée. Six, dont le soldat Odde, sont condamnés à mort pour abandon de poste en présence de l’ennemi par suite de mutilation volontaire mais pour quatre d'entre eux, le conseil demande de commutation de la peine auprès du président de la République. Auguste Odde et Joseph Tomasini sont fusillés par un peloton d'exécution de leur propre unité, le 15e corps d'armée, le 19 septembre 1914 à Béthelainville (Meuse) au Quartier Général de la 29e division. 
Le jugement sera cassé et annulé le 7 août 1917 et le 12 septembre 1918, la Cour suprême réhabilitant les soldats Odde et Tomasini. La Cour suprême reconnait, selon les témoignages des camarades du soldat Odde, « que ce militaire ne méritait que des félicitations sur sa manière générale de servir ; que c’était un excellent soldat, très discipliné, ayant toujours eu une belle attitude au feu et s’était fait remarquer par sa bravoure et son sang froid […], que Odde était un agent de liaison très brave et très courageux, dont l’attitude au feu avait été superbe jusqu’au jour où il avait été blessé ».

## À la mémoire du soldat Odde
André Neyton a fait du soldat Odde le héros d'une pièce de théâtre intitulée La légende noire du Soldat O, créée le 5 novembre 2004 par le Théâtre de la Méditerranée à l’Espace Comedia à Toulon.

## Fiche militaire du soldat
Fiche militaire du soldat
- Grade, unité : Chasseur - 24e B.C.A. [Infanterie] - B.C.A. Bataillon de Chasseurs Alpins

- Matricule au recrutement : 694 - Toulon (Var)

- Médaille militaire délivrée à titre posthume le 06/10/1914, Croix de Guerre avec palmes.

- Condamné à mort pour mutilation volontaire

- Jugement cassé le 12/09/1918[7] et réhabilité en mars 1919

- Citation à l'ordre de la division le 24/04/1919 : "Excellent chasseur dévoué et courageux. A rendu les plus grands services comme agent de liaison auprès de son capitaine au cours des combats d'août et septembre 1914.